# Dielenhaus

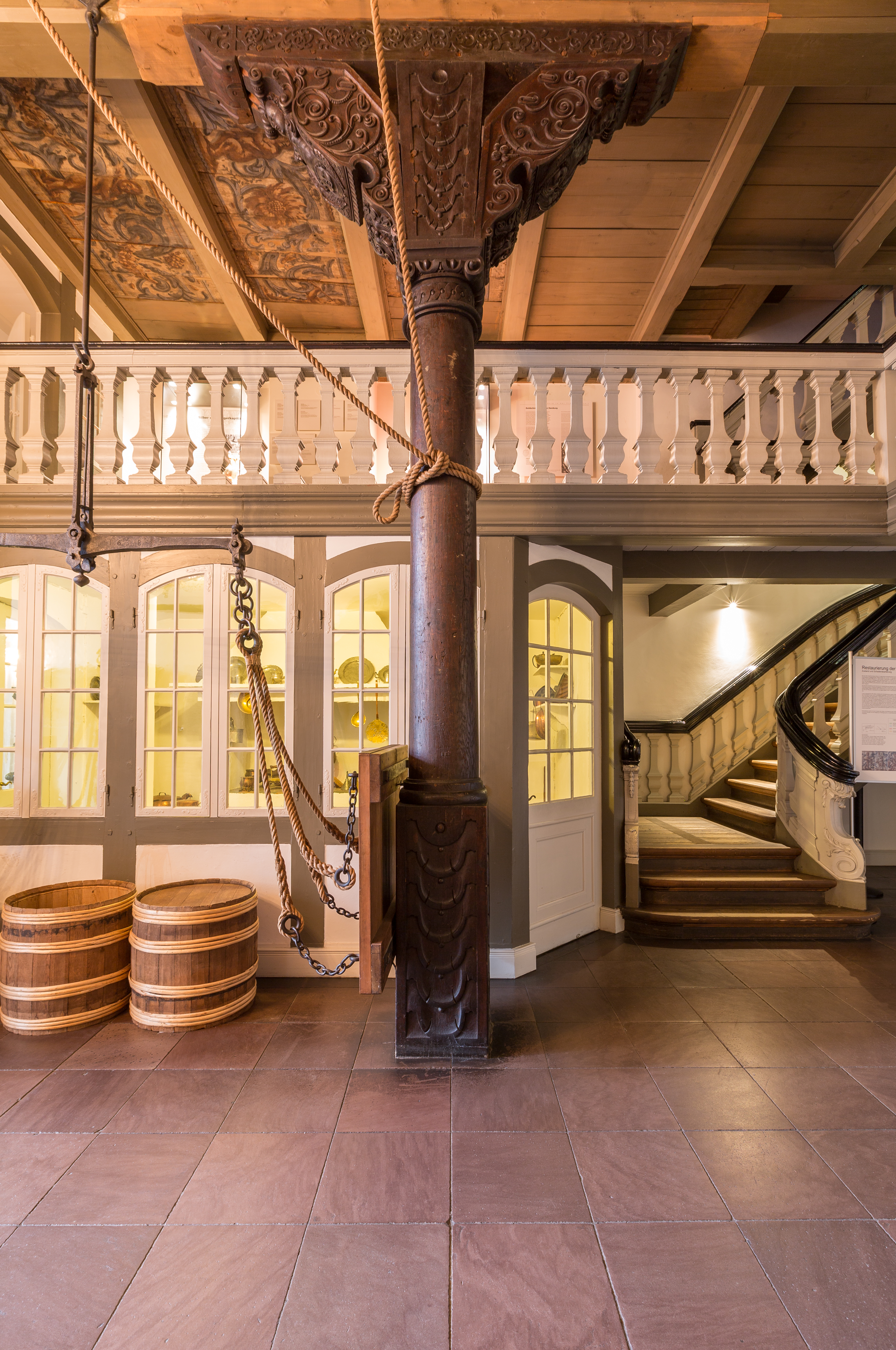
Diele eines Kaufmannshauses im Museum für Hamburgische Geschichte

Das Dielenhaus ist ein vor allem in den Städten des niederdeutschen Raumes verbreiteter Haustyp. 

## Städtische Form des Dielenhauses
Das städtische Dielenhaus ist sowohl in Fachwerk- als auch in Massivbauweise anzutreffen. Hauptkennzeichen des Dielenhauses ist die große, oftmals über zwei Geschosse reichende hohe Diele, die einen beträchtlichen Teil des Gebäudes einnimmt. Sie diente zugleich als Hauptaufenthalts- und Arbeitsraum. Das Dielenhaus hatte sich im Mittelalter vermutlich aus dem Einhaus entwickelt, das, wie der Name bereits andeutet, nur einen großen ungeteilten Raum enthielt. Dielenhäuser wurden sowohl von wohlhabenden Kaufleuten als auch von Handwerkern errichtet.

### Beispiele
Zahlreiche Beispiele für Dielenhäuser finden sich heute noch in den kleineren Städten Norddeutschlands wie Wiedenbrück oder Blomberg. Die kleineren, fast durchweg in Fachwerk errichteten Bauten wurden aufgrund ihrer vordergründigen Ähnlichkeit mit dem bäuerlichen Hallenhaus häufig auch als Ackerbürgerhäuser bezeichnet. Diese Bezeichnung ist jedoch kaum zutreffend und durch neuere Forschungsergebnisse inzwischen relativiert worden. Ihre Bewohner lebten in der Regel nicht von der Landwirtschaft, sondern gingen verschiedenen, meist handwerklichen Berufen nach. Die Landwirtschaft wurde nur im Nebenerwerb betrieben. Das Vieh war nicht auf der Diele, sondern in gesonderten Ställen auf dem rückwärtigen Teil des Grundstückes untergebracht.
In Stein errichtete Dielenhäuser finden sich vor allem in den größeren Hansestädten wie z. B. Lübeck, Wismar und Lemgo. Sie befanden sich meist im Besitz begüterter Kaufleute. Bekannte Vertreter dieser Variante sind u. a. das Dielenhaus (Stralsund) und das Hexenbürgermeisterhaus in Lemgo.

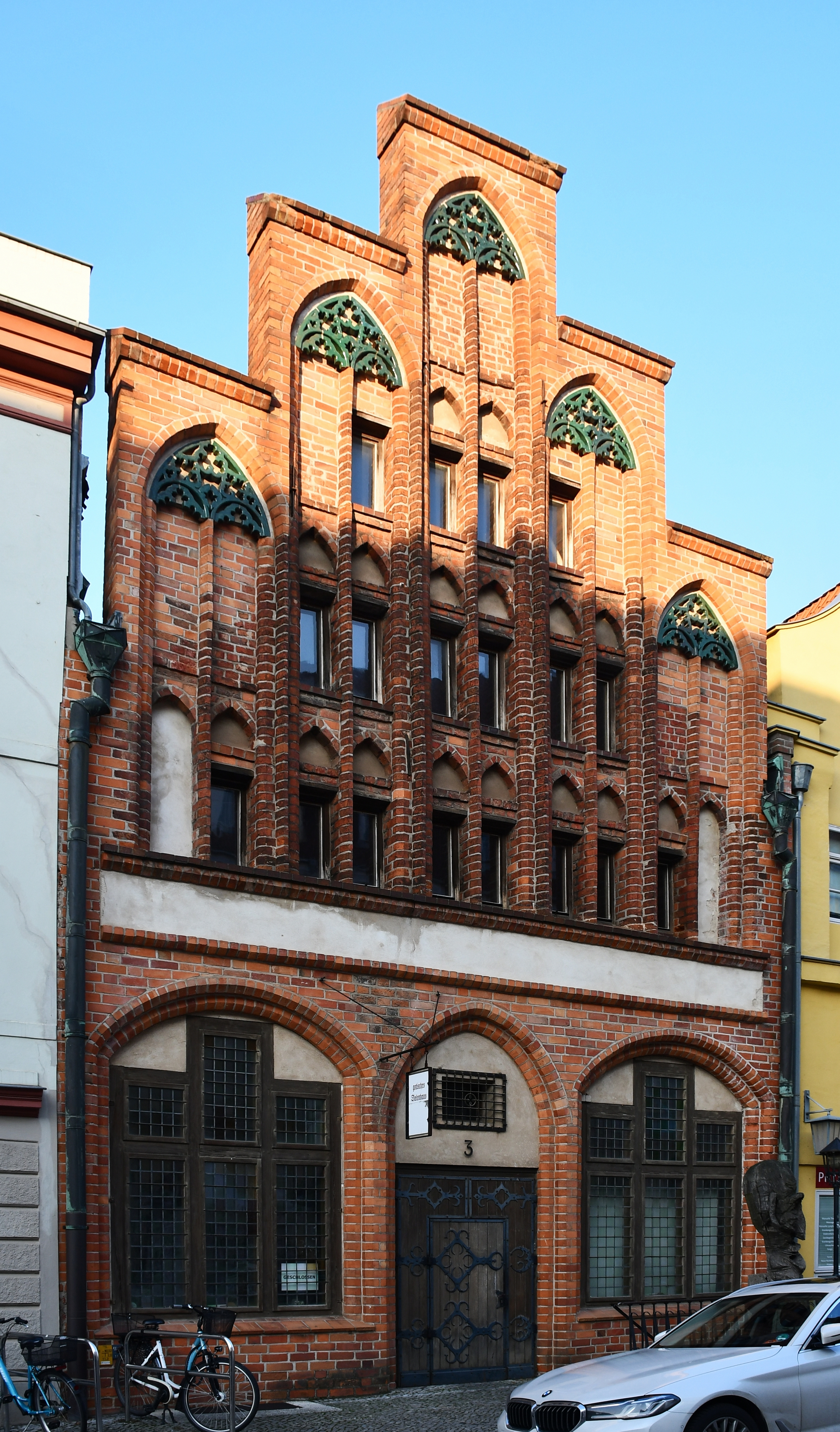
Stralsund, Dielenhaus in der Mühlenstraße
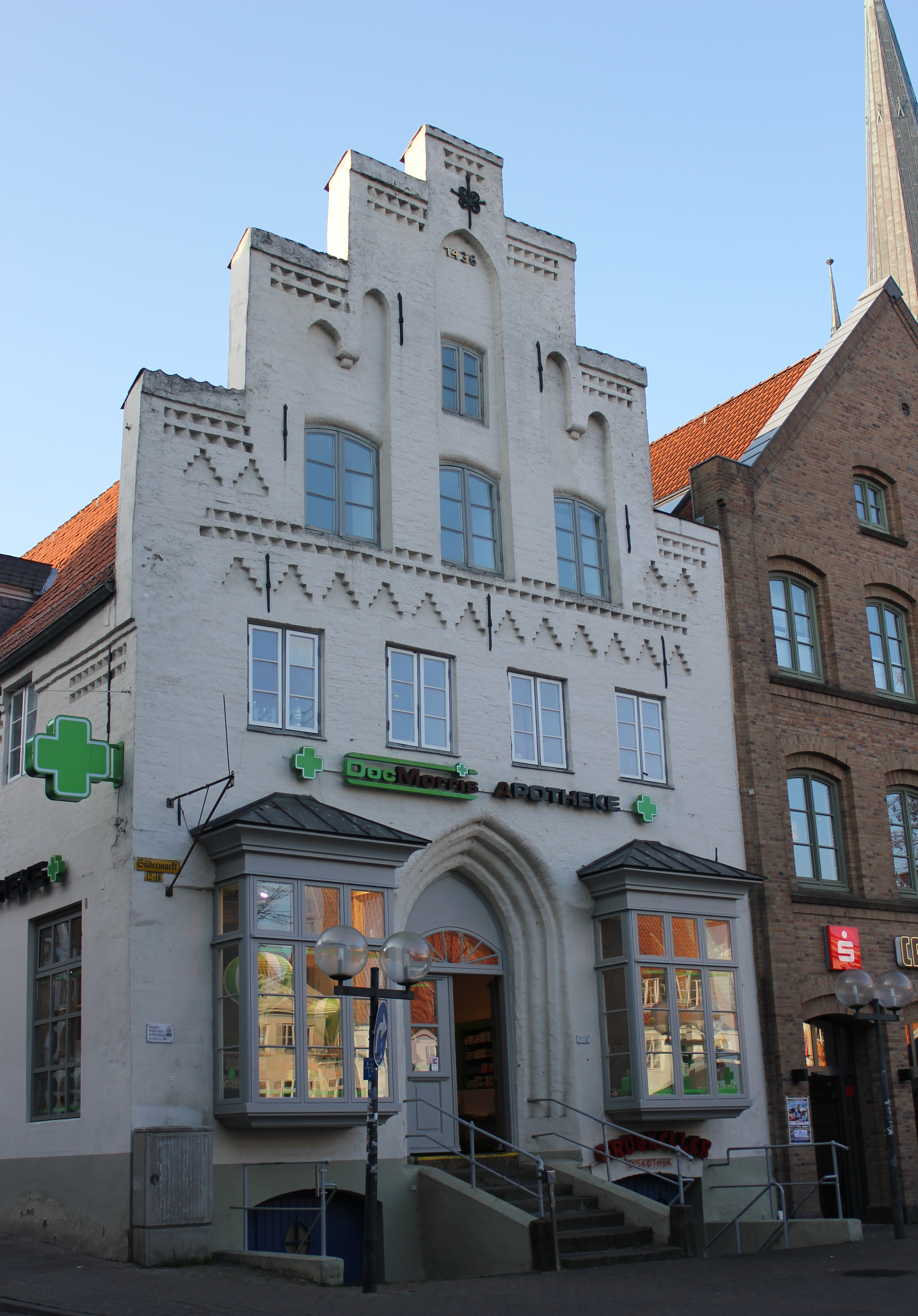
Um 1490 am Flensburger Südermarkt errichtetes Dielenhaus, heute Nikolai-Apotheke.
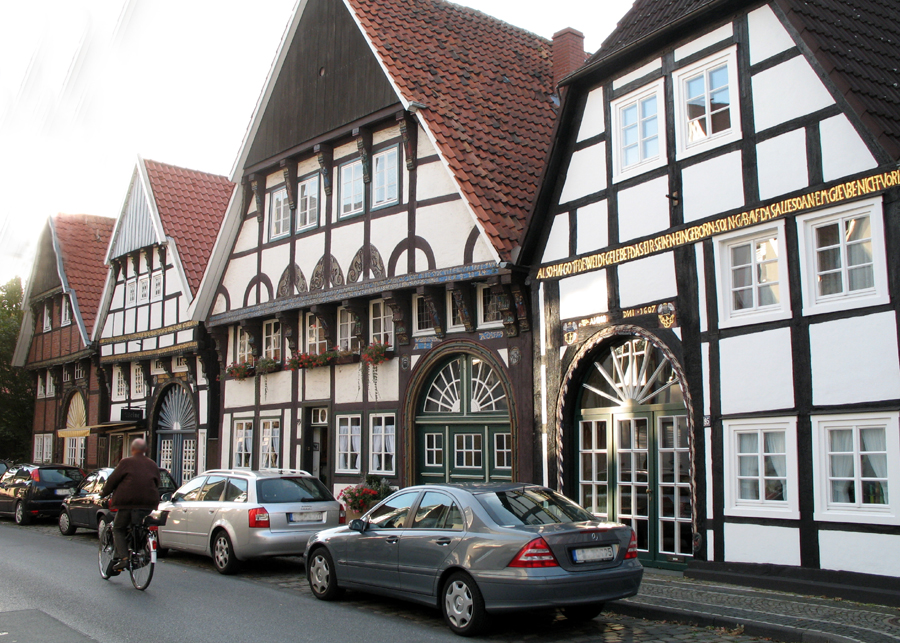
Wiedenbrück, Fachwerk-Dielenhäuser in der Langen Straße
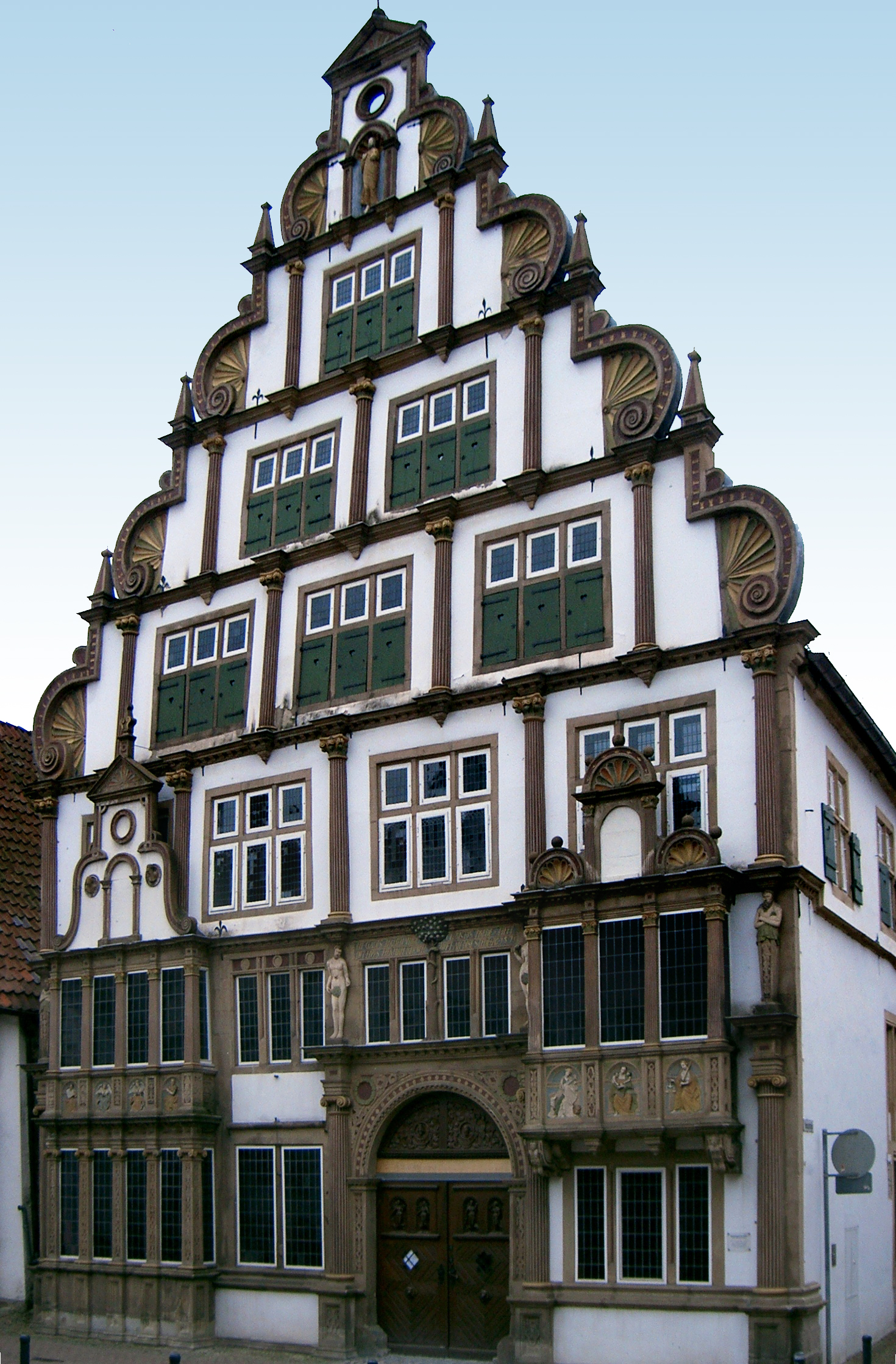
Das Hexenbürgermeisterhaus in Lemgo, ein steinernes Dielenhaus
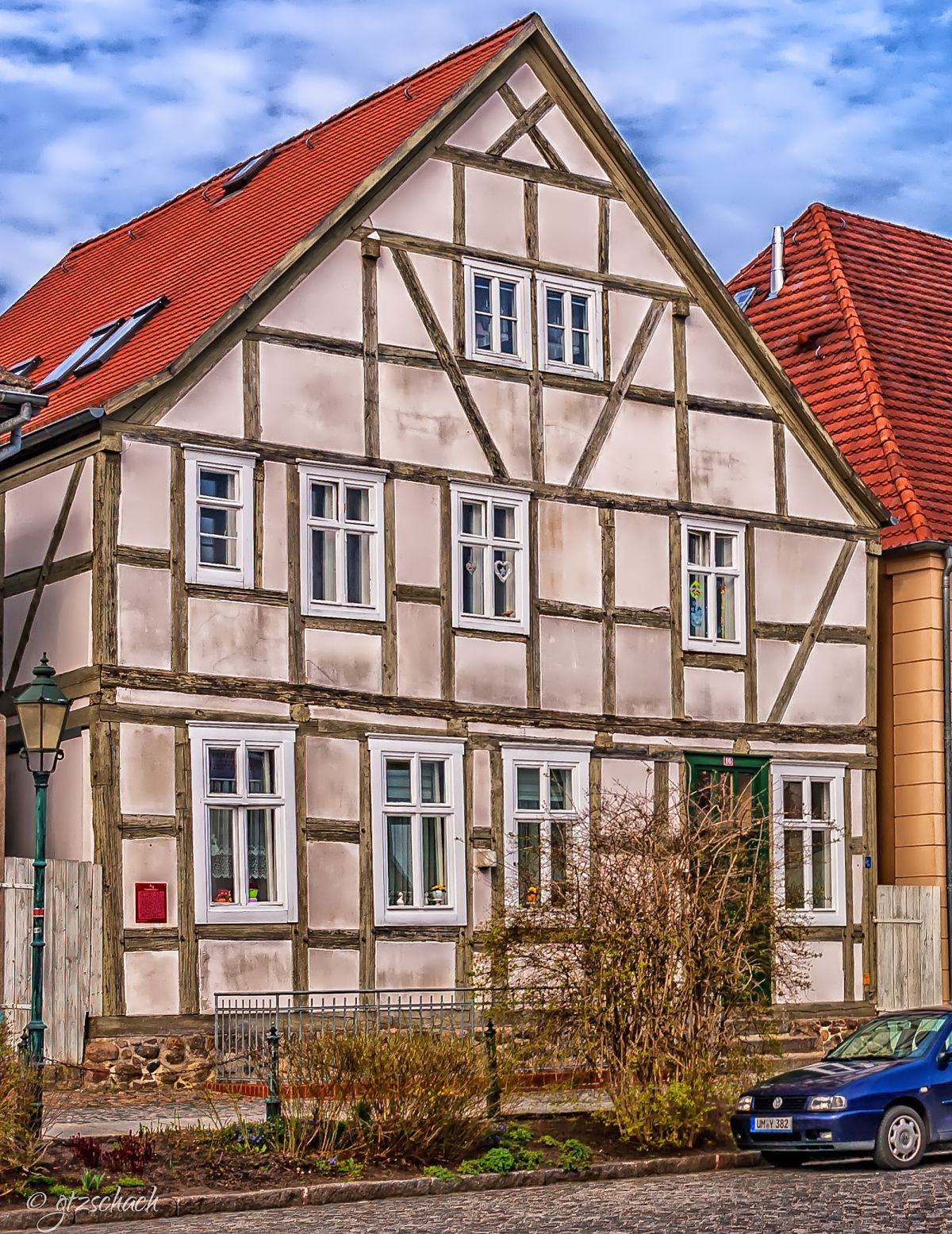
Angermünde Stadt-Dielenhaus